# Col Sani
Le col Sani, en anglais Sani Pass, est un col de montagne routier traversant la frontière entre l'Afrique du Sud et le Lesotho et reliant la province sud-africaine de KwaZulu-Natal au district lésothien de Thaba-Tseka.

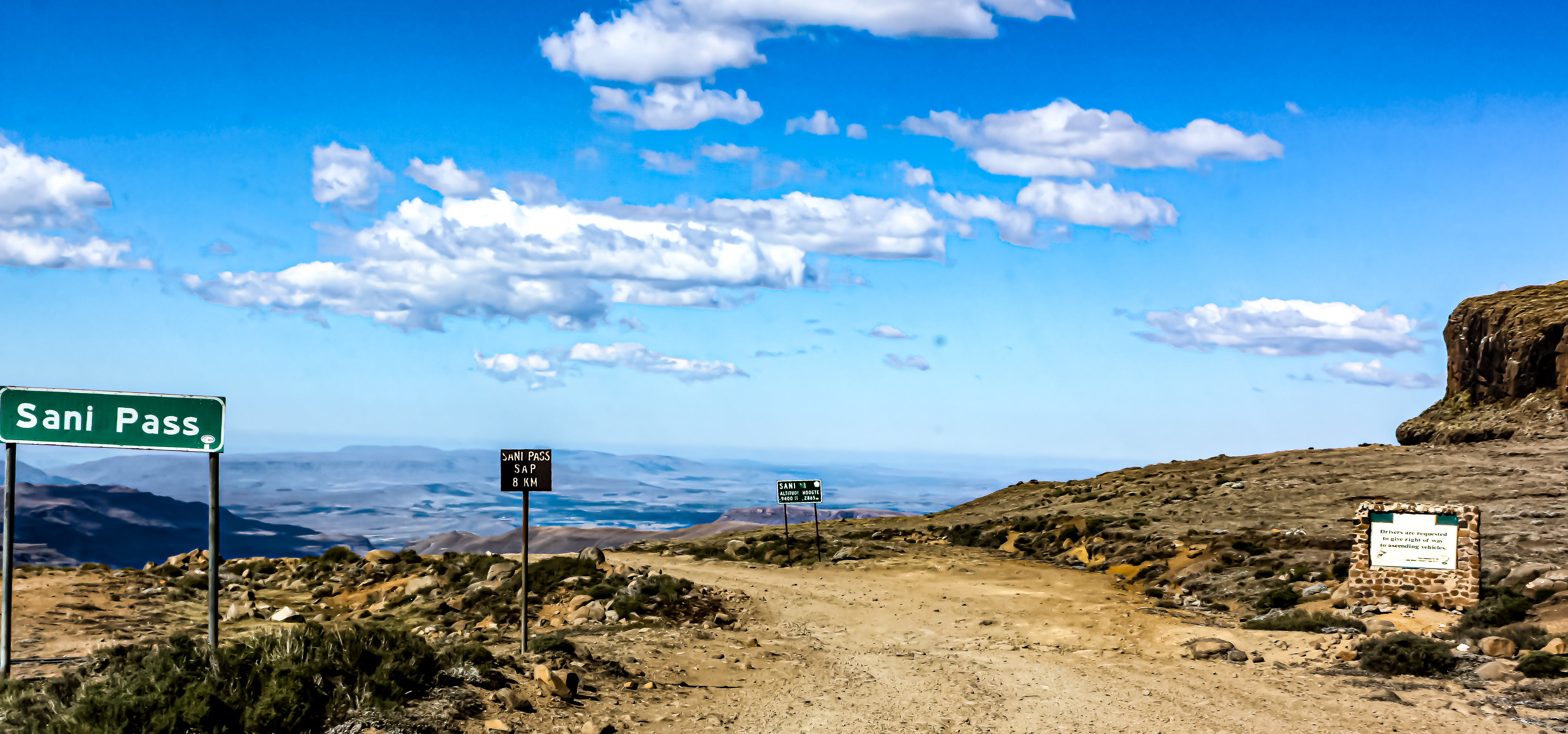
Vue depuis le Lesotho vers l'est.